# Дикаст, Йиржи
Йиржи Дикаст (чеш. Jiří Dikastus Miřkovský, нем. Johann Dikastus von Mirzkowa, лат. Dikastus; ок. 1560—март 1630) — чешский священник и писатель

.

## Биография
Родился в Миржкове (ныне района Домажлице, Пльзенский край, Чешской Республики).
Обучался в Германии, был рукоположен, стал священником подобоев или чашников — умеренного крыла гуситского движения в Чехии. С 1614 года — приходской священник церкви Св. Стефана в Праге. Затем декан в Йичине, а с 1619 года — последний администратор утраквистской церкви.
4 ноября 1619 года в Праге короновал на чешский престол курфюрста Фридриха Пфальцского, лидера Евангелической унии, основанной его отцом для защиты протестантизма в Священной Римской империи.
После битвы на Белой горе в декабре 1621 года, где было разбито 23-тысячное войско протестантов-чехов, был изгнан из страны и жил в Циттау (Саксония), где и умер в марте 1630 года.
Кроме многих изданных им молитвенников, известны ещё его сочинения: «Dialog ducha s duší» (1602, 1609), «Cesta patriarchy Jakuba» (1610); «Postilla» (1612, 1614, 1708) и другие.